# 科孙达
科孙达，是西班牙阿拉贡自治区萨拉戈萨省的一个市镇。 总面积32平方公里，总人口410人（2001年），人口密度13人/平方公里。